# 舊香港仔警署

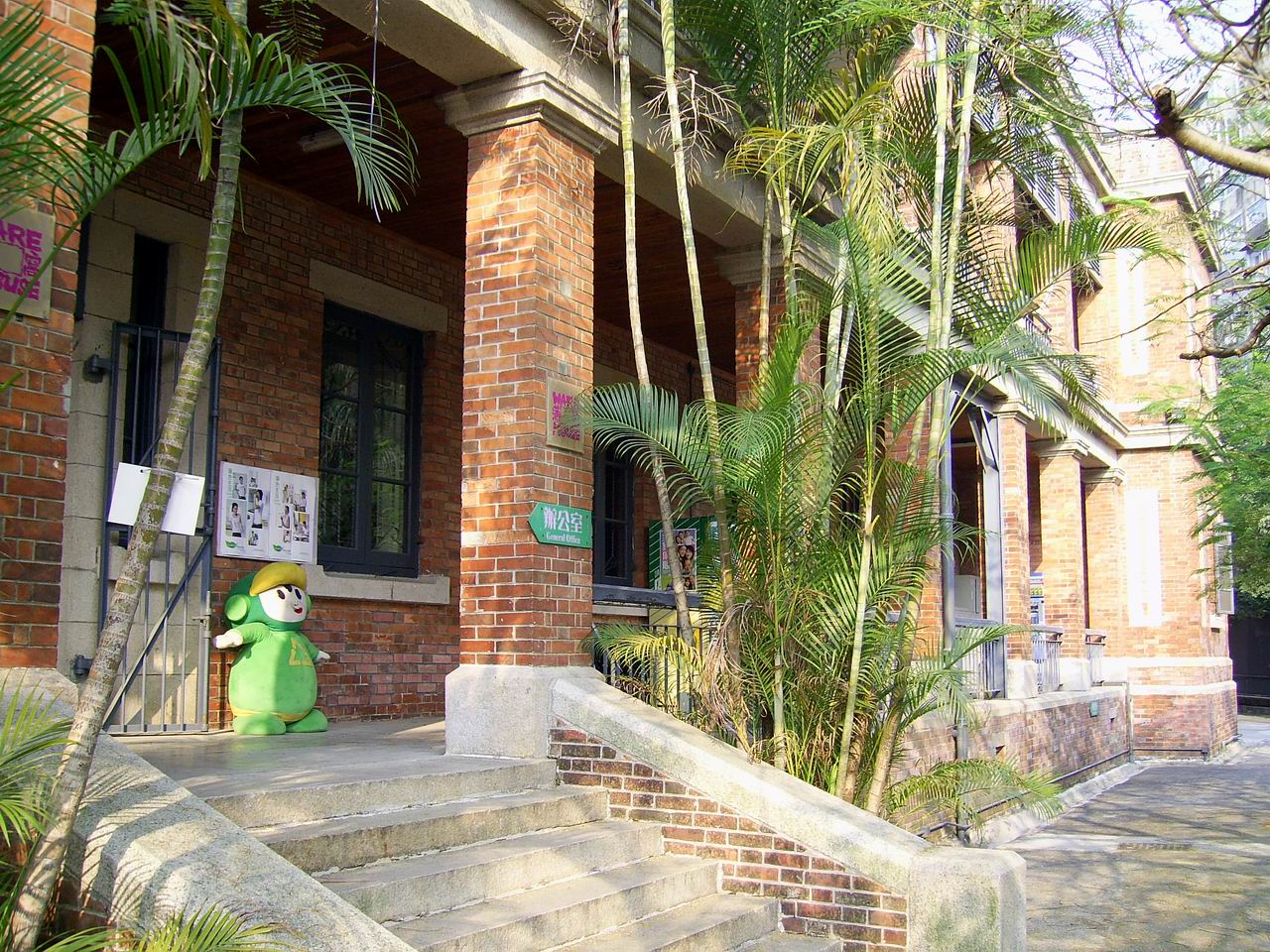
舊香港仔警署

舊香港仔警署（英語：Old Aberdeen Police Station）是香港現存第二歷史悠久的警察建築物，僅次於舊赤柱警署，位於香港島南部的香港仔石排灣，現已被列為香港二級歷史建築 。

## 歷史
舊香港仔警署選址香港仔舊大街旁、石排灣下的小山丘上，建於1891年，以取代原本位於海邊的警署。當時當地漁民一度認為警署破壞當地的風水。香港日治時期，警署成為轟炸目標，損毀嚴重。
舊香港仔警署主樓是兩層高有遊廊的紅磚建築物。下層是報案室、囚室和辦公室，上層是長官宿舍，可供兩人居住，各有寬敞的睡房和客廳。站在上 層遊廊，可以眺望鴨脷洲海域，在沒有高樓大廈的日子，視野極佳。此外，還有兩幢附屬建築物供警員使用，其中一座與主樓平行的附樓設有飯堂及洗衣房，屋頂仍 可見到舊日的金字頂。
1960年代香港仔人口迅速增加，警署的空間顯得不足夠，狹窄的道路亦令車輛上落和停泊不方便。後來當局在香港仔工業學校對開填海，興建新的香港仔警署，1969年落成啟用。舊警署先後用作偵探訓練學校、水警訓練學校、南區水警警署，至1994年空置。經過全面維修後，翌年租予「蒲窩」舉辦青少年活動。
舊香港仔警署在2001年因白蟻蛀蝕而進行大規模維修，但裏外均保留當年不少建築特色，包括百葉窗、假天花、壁爐、煙囪、鑄鐵欄杆，以及用麻石和紅磚砌成的圖案等（見圖）。如果效法舊北約理民府和前政務司官邸去年舉辦開放日和導賞活動，肯定會吸引許多市民前來參觀。
1969年9月19日，新香港仔警署在香港仔與黃竹坑之間的涌尾啟用，取代舊警署。舊警署初期改為水警訓練學校，後來先後成為多個政府部門的辦事處。1995年，舊警署獲得翻新，並由蒲窩青少年中心租用，青少年愛滋教育中心（Teen AIDS）初時亦位於此，於2000年因白蟻蛀蝕而離開。

## 建築
舊香港仔警署為傳統英式建築，樓高兩層，使用紅磚建成，由3座建築物組成，包括主樓及2座附屬建築物。主樓底層用作報案室、辦公樓以及單身警員宿舍，而頂層則為已婚督察宿舍。而附屬建築物則設有飯堂及洗衣房等設施。

## 蒲窩
蒲窩青少年中心（The Warehouse Teenage Club Ltd.）於1992年由當時任教於香港大學的方維德教授（Professor Frank White）倡導成立，是一個專門為到香港年齡介乎於13至25歲的青少年，提供一個安全的環境，讓他們自我創作、多元發展的非牟利慈善團體。

## 外部連結
- 南區文物徑
- 蒲窩青少年中心